# Linha de Braga a Chaves
A Linha de Braga a Chaves teria sido uma ferrovia que ligaria a cidade de Braga à cidade de Chaves, em Portugal. Nas várias propostas da linha também surgiu com outras designações, tais como Linha do Alto Cávado, Linha do Gerês, Linha do Cávado-Barroso.
A linha de Braga a Chaves era uma das linhas propostas no projecto ferroviário bracarense. No entanto, ao contrário da Linha do Alto Minho e da linha de Braga a Guimarães, esta nunca recebeu o apoio do governo português. Por muitos foi vista como uma linha concorrente à linha do Tâmega/linha de Guimarães na ligação de Chaves ao litoral.
As informações relativamente a esta linha são escassas, encontrando-se registos na Gazeta dos Caminhos de Ferro e na comunicação social de Braga e Chaves. Daqui são conhecidas três propostas. A primeira propunha prolongar o Ramal de Braga, em bitola ibérica, até Chaves. Nesta proposta era ainda proposto um Ramal em Vilar de Perdizes que ligaria a Espanha, mais concretamente à Linha de Corunha a Zamora. O seu traçado até Montalegre era paralelo ao Rio Cávado. A segunda proposta propunha um trajecto semelhante, mas em Frades, Vieira do Minho, prosseguria parelelo ao rio Rabagão, não teria ligação internacional, ligava também Boticas e seria em bitola métrica. A última proposta, em bitola métrica, terminaria em Montalegre.
Se esta linha tivesse sido construida teria o Cume ferroviário de Portugal mais alto (980 m), em Meixedo, Montalegre.

## História

### Antecedentes
Em meados do século XIX, o interior da região do Minho lutava contra grandes problemas nas suas comunicações; as vias terrestres estavam pouco desenvolvidas, e os principais eixos de transporte eram os rios, como o Cávado. Neste sentido, foram feitas várias tentativas para melhorar as condições de navegabilidade daquele rio, de forma a se tornar uma via comercial até Braga, mas sem sucesso, sendo em vez disso usado o Rio Lima até ao Carregadouro, e depois de estrada até Braga; posteriormente, este percurso perdeu importância quando se construiu a estrada até ao Porto.
Em 21 de Maio de 1875, o caminho de ferro chegou a Braga.

### Planeamento
Em 10 de Agosto de 1897, o Ministro da Fazenda, Mariano de Carvalho, apresentou um projecto de lei às Câmaras, de forma a  autorizar o governo a adjudicar a construção e exploração de várias linhas, em hasta pública; entre os projectos listados para a Rede do Minho e Douro, estava uma linha de Braga a Chaves, seguindo o vale do Cávado e passando por Ruivães. Esta linha teria um garantia de 35:000.000 réis por quilómetro, sendo por isso prejudicial à linha de Régua a Chaves, sua concorrente, que não foi contemplada com esta garantia.

### Fim do projecto
No Plano Geral da Rede Ferroviária, publicado pelo Decreto n.º 18:190, de 28 de Março de 1930, não foi classificada a linha de Braga a Chaves, de acordo com os relatórios das comissões consultivas, uma vez que seria em parte paralela à Linha do Ave.
Entretanto, em Julho de 1922 foi inaugurado o troço da Linha do Corgo até Chaves.